# 광양향교
광양향교(光陽鄕校)는 대한민국 전라남도 광양시 광양읍에 있는 조선시대의 향교이다. 1985년 2월 25일 전라남도의 유형문화재 제111호로 지정되었다.

## 개요
향교는 훌륭한 유학자를 제사하고 지방민의 유학교육과 교화를 위하여 나라에서 지은 교육기관이다.
세조 25년(1443)에 세운 광양향교는 임진왜란(1592) 때 불에 타 없어진 것을 광해군 5년(1613)에 군수 남대원과 지방 유림이 힘을 모아 대성전을 지으면서 점차적으로 건물을 지었다. 그 뒤 여러 차례 수리가 있었으나 한국전쟁 때 완전히 없어진 것을 1966년에 출입문인 풍화루를 돌기둥으로 대신하여 세운 것을 시작으로 건물을 다시 지었다. 현재 남아있는 건물은 대성전·명륜당·풍화루·동재·서재 등이 있다.
앞쪽에 명륜당을 중심으로 배움의 공간을 두고, 뒤쪽에 대성전 중심의 제사공간을 이루는 일반적인 배치형식과는 달리 자유롭게 배치하였다.
조선시대에는 국가로부터 토지·책·노비 등을 지급받아 학생들을 가르쳤으나 갑오개혁(1894) 이후에는 교육적 기능은 없어지고, 봄·가을에 걸쳐 제사만 지낸다. 이곳에는 전라남도 향교 중 비교적 많은 책을 보관하고 있다.

## 참고 자료
- 광양향교 - 국가유산청 국가유산포털